# Фадєєв Ігор Геннадійович
Фадєєв Ігор Геннадійович, псевдо «Москва», «Глобус» (19 червня 1958 , Ульяновськ ) — український громадський та політичний діяч, колишній київський кримінальний авторитет.Нині проживає в м.Житомир. 
Має дружину та доньку. Підтримує злочини ТЦК проти цивільного населення України, вважає це нормою.

## Біографія
З 1990 по 1992 роки — бригадир організованого злочинного угруповання Ткаченка-«Черепа», став його заступником наприкінці 1980-х років, відповідав за матеріальне забезпечення організації. Після арешту «Черепа», у 1993 році, фактично очолив угруповання аж до звільнення останнього у 1997 році. Разом із «Черепом» створив групу наперсточників, що діяла на Хрещатику та околицях. Для підготовки та тренувань бойовиків ними створено боксерський клуб «Білі рукавички». За даними слідства, Фадєєв мав зв'язки з кримінальниками Росії, використовував бойовиків з Казані та Ульяновська. В цей період діяльність організації була особливо жорстокою.
У 1996 році Фадєєва зі спільниками (всього 18 осіб) звинувачено в організації замаху на голову Старокиївської районної ради Селіванова, вчиненого 25 червня 1994 року. Учасники замаху отримали від 5 до 14 років, «Москву» виправдано Київським міським судом. Вирок було скасовано Верховним судом України, кримінальну справу скеровано для додаткового розслідування і закрито. Підозрюваного Фадєєва оголошено у міжнародний розшук.
Слідство встановило, що членами угруповання «Москви» створено низку комерційних організацій для легалізації коштів, отриманих злочинним шляхом. Ними тільки до бельгійських банків у 1993—94 роках перечислено понад 8 мільйонів доларів США, через що Фадєєва І. Г. заочно засуджено судом Бельгії на 3,5 року. Після звільнення «Черепа» у 1997 році «Москва» втратив контроль над угрупованням та був позбавлений статусу лідера ОЗУ. З 25 травня 1999 року перебував у розшуку.
У 2006 році обраний депутатом Житомирської обласної ради від «Батьківщини». За словами тодішнього очільника обласної організації Олега Антіпова, Фадєєв був членом «Батьківщини» з 2000 року, учасник акції «Повстань, Україно!». 19 квітня 2006 року виключений політичною радою із депутатської фракції БЮТ у Житомирській обласній раді. Того ж року вступив до Партії регіонів та очолив її Брусилівську районну організацію. 5 листопада 2010 року обраний депутатом Брусилівської районної ради за списком Партії регіонів, на момент обрання — член партії, заступник директора ТОВ «Пасаж-Н». У 2015 році балотувався у депутати Житомирської обласної ради від «Опозиційного блоку», не обраний.
У 2016 році включений до комісії з переатестації вищого керівництва міліції Житомирської області, але через суспільний резонанс виключений рішенням керівника поліції області В'ячеслава Печененка, хоча перед цим повідомляв, що Фадєєв не має стосунку до кримінального середовища. Сам Фадєєв також заперечив свою участь у злочинних формуваннях.